# Rawai csata
A rawai csata (vagy rava-ruszkai csata) az Osztrák–Magyar Monarchia és Oroszország közötti ütközet volt az első világháború korai fázisában, 1914. szeptember 3. és 11. között. Az orosz hadseregek legyőzték és visszavetették ellenfeleiket a Kárpátokig. A csata a galíciai csata, vagy lembergi csaták néven ismert összecsapás-sorozat része volt.

## A csata lefolyása
Az Auffenberg parancsnoksága alatt álló osztrák 4. hadsereg, amely a komarówi csatában győzelmet aratott, utasítást kapott, hogy forduljon dél felé, és siessen a súlyos veszteségeket szenvedett osztrák 3. hadsereg (Brudermann) segítségére. Ezzel rés jött létre az osztrák 1. (Dankl) és a 4. hadsereg között, és a Ruzszkij parancsnoksága alatt álló orosz 3. hadsereg kihasználta a lehetőséget. Rava-Ruszka (Galícia, ma Ukrajna) mellett kilenc osztrák–magyar hadosztály összecsapott kilenc orosz hadosztállyal. Az Auffenberg által vezetett alakulatok hosszú visszavonulás és súlyos élőerő- és felszerelésbeli veszteség árán éppen hogy megmenekültek a bekerítéstől.

## A csata következményei
A vereségért Auffenberget hibáztatták, bár az osztrák 3. hadsereg megsegítése érdekében végrehajtott hadmozdulatra Conrad von Hötzendorf adott utasítást. A háború későbbi fázisában, 1915. június 21-én Rava-Ruszkát a központi hatalmak hadseregei visszafoglalták.

## Fordítás
- Ez a szócikk részben vagy egészben  a   Battle of Rawa című angol Wikipédia-szócikk ezen változatának fordításán alapul.  Az eredeti cikk szerkesztőit annak laptörténete sorolja fel. Ez a jelzés csupán a megfogalmazás eredetét és a szerzői jogokat jelzi, nem szolgál a cikkben szereplő információk forrásmegjelöléseként.